# Amber Valley
Amber Valley ist ein Verwaltungsbezirk mit dem Status eines Borough in Derbyshire, England, der nach dem Fluss Amber benannt ist. Verwaltungssitz ist die Stadt Ripley; weitere bedeutende Orte sind Alfreton, Belper, Codnor, Heanor und Heage.
Der Bezirk wurde am 1. April 1974 gebildet und entstand aus der Fusion der Urban Districts Alfreton, Belper und Heanor sowie der Rural Districts Ripley und Belper.